# Athanasius Usuh
Athanasius Atule Usuh (ur. 2 maja 1942 w Mbagen, zm. 14 lipca 2016) – nigeryjski duchowny katolicki, biskup Makurdi 1989-2015.

## Życiorys
Święcenia kapłańskie otrzymał 19 grudnia 1971.
18 listopada 1987 papież Jan Paweł II mianował go biskupem koadiutorem Makurdi. 6 stycznia 1988 z rąk papieża Jana Pawła II przyjął sakrę biskupią. 2 czerwca 1989 mianowany biskupem diecezjalnym. 28 marca 2015 ze względu na wiek na ręce papieża Franciszka złożył rezygnację z zajmowanej funkcji.
Zmarł 14 lipca 2016.